# Cas Nóos
El cas Nóos fou una trama de frau, tràfic d'influències i evasió fiscal duta a terme per Iñaki Urdangarín i el seu soci Diego Torres, que van utilitzar l'associació Institut Nóos com a pantalla per a apoderar-se de fons públics i privats. El cas es va destapar el 2006 com a peça separada del cas Palma Arena: l'Institut Nóos s'hauria embutxacat més de 4,5 milions d'euros provinents del Govern Balear, Valencià i de la Candidatura Olímpica de la Ciutat de Madrid. Es va instruir pel jutge José Castro Aragón, titular del Jutjat d'Instrucció núm. 3 de Palma. El febrer de 2017 es va dictar sentència, onze anys després, i el Suprem va acabar reduint-les a presó de 5 anys i 10 mesos per a Urdangarin i 5 anys i 8 mesos per a Torres, que van ingressar-hi el 18 de juny de 2018.

## Persones imputades
- Iñaki Urdangarín Liebaert, duc consort de Palma, fundador de l'Institut Nóos.
- Diego Torres Pérez, soci fundador de l'Institut Nóos.
- Jaume Matas i Palou, expresident del Govern de les Illes Balears.
- Cristina de Borbó, esposa d'Iñaki Urdangarin i filla del rei d'Espanya Joan Carles I.
- Luis Lobón Martín, exresponsable de la Societat de Projectes Temàtics de la Comunitat Valenciana, era director general de Grans esdeveniments en 2004, i en el moment de la seua imputació, era secretari autonòmic de Turisme i Projectes Estratègics de la Generalitat Valenciana, càrrec del qual va ser destituït el 18 de maig de 2012.[3][4]
- José Manuel Aguilar, era director general de l'empresa pública Ciutat de les Arts i les Ciències, SA (CACSA) en el moment dels fets.
- Jorge Vela Bargues, era director general de l'empresa pública Ciutat de les Arts i les Ciències, SA (CACSA) en el moment dels fets, i en el moment de la seua imputació era director de l'Institut Valencià de Finances, càrrec del qual va ser destituït el 18 de maig de 2012.[4]
- Elisa Maldonado, era directiva de l'empresa pública Ciutat de les Arts i les Ciències, SA (CACSA).
- Ángeles Mallent, era directiva de l'empresa pública Ciutat de les Arts i les Ciències, SA (CACSA).
- Miguel Zorío, empresari valencià.

## Història
El cas Nóos sorgeix el novembre de l'any 2011 quan Iñaki Urdangarin, duc de Palma consort, va ser acusat de desviar fons de diner públic per al seu propi benefici, a través de l'Institut Nóos, el gestor del qual era el soci d'Urdangarín Diego Torres.
El cas Nóos deriva del cas Palma Arena Les investigacions van conduir a l'Institut Nóos per l'Oficina Anticorrupció d'Espanya.
El diari El País va trobar un document d'un pressupost sospitós per a un esdeveniment internacional que el mencionat institut va organitzar quan Urdangarin en portava la gestió, la qual cosa va fer des de l'any 2004 a 2006. Es creu que va persuadir diverses administracions públiques espanyoles (principalment governs de comunitats Autònomes) per firmar acords amb aquest institut (el qual se suposa que és una organització sense ànim de lucre) tant per treballs, que mai es van fer, com altres amb pressupostos molt exagerats de fins a 5.800,000 euros provinents d'administracions públiques. Les factures aportades per l'Institut Nóos no justificaven de cap manera els diners gastats.
Aquests convenis, segons el criteri de l'instructor del cas i la Fiscalia Anticorrupció d'Espanya, són irregulars, donat que les entitats públiques no poden signar aquests tipus d'acords amb empreses privades si no és que es justifiqui que aquestes són les úniques que poden donar el servei. A més no es va convocar concurs públic, com era preceptiu. Els responsables de Nóos crearen, segons les investigacions, una xarxa societària que facturava a l'Institut. És a dir, es contractaven a ells mateixos

## Conseqüències
En febrer de 2012, poc després que Mariano Rajoy fóra investit President del Govern d'Espanya, van ser destituïts els màxim responsables de l'Oficina Antifrau, responsables d'iniciar els casos Gürtel i Nóos.

## Cronologia
- 8 de setembre de 2004: L'Institut Nóos subscriu un conveni de col·laboració amb l'empresa pública Ciutat de les Arts i les Ciències, SA (CACSA) i la Fundació Turisme València Convention Bureau i presumptament s'apropia d'1.044.000 euros.

- 17 de juliol de 2005: L'Institut Nóos subscriu un conveni de col·laboració amb la Fundació Illesport i presumptament s'apropia d'1.200.000 euros.

- 3 d'octubre de 2005: L'Institut Nóos subscriu un conveni de col·laboració amb l'empresa pública Ciutat de les Arts i les Ciències, SA (CACSA) i la Fundació Turisme València Convention Bureau i presumptament s'apropia d'1.044.000 euros.

- 23 de desembre de 2005: L'Institut Nóos subscriu un conveni de col·laboració amb la Generalitat Valenciana, i la Societat Gestora per a la Imatge Estratègica i Promocional de la Comunitat Valenciana S.A. i presumptament s'apropia de 380.000 euros.

- 8 de maig de 2006: L'Institut Nóos subscriu un conveni de col·laboració amb l'empresa pública Ciutat de les Arts i les Ciències, SA (CACSA) i la Fundació Turisme València Convention Bureau i presumptament s'apropia d'1.044.000 euros.

- 17 de setembre de 2006: L'Institut Nóos subscriu un conveni de col·laboració amb la Fundació Illesport i presumptament s'apropia d'1.085.000 euros.

- 30 de gener de 2013: El jutge instructor del cas dicta acte d'obertura de peça separada de responsabilitat civil i imposa una fiança de 8.189.448,44 euros als imputats Iñaki Urdangarín i Diego Torres.[11]

- 22 de febrer de 2013: El PSPV anuncia que es personarà com a acusació popular al procediment penal del cas Nóos, en defensa dels interessos dels valencians i per reclamar els diners públics desviats a la trama.[12][13]

- 23 de febrer de 2013: Iñaki Urdangarín declara per segona vegada com a imputat davant el jutge instructor del cas.[14]

- 12 d'abril de 2014: Declara María Irene Beneyto (membre del patronat de la fundació Turismo Convention Bureau en el moment dels fets i actual regidora de cultura a l'Ajuntament de València) afirmant que la decisió de contractar els Valencia Summit amb l'Institut Nóos la prengué Alfonso Grau Alonso (president del patronat de la fundació Turismo Convention Bureau en el moment dels fets i actual vicealcalde de l'Ajuntament de València). També declaren el mateix (que foren informats del projecte però que no prengueren la decisió) la resta de membres del patronat de la fundació Turismo Convention Bureau, entre d'altres, Alberto Catalá (expresident de la Fira de València) i Rafael Ferrando (exresponsable de la Confederació Empresarial Valenciana (CEV)).[15]

- 31 de maig de 2014: Declara en qualitat d'imputat Alfonso Grau Alonso (president del patronat de la fundació Turismo Convention Bureau en el moment dels fets i actual vicealcalde de l'Ajuntament de València).[16]

- 17 de juny de 2014: Alfonso Grau Alonso (president del patronat de la fundació Turismo Convention Bureau en el moment dels fets i actual vicealcalde de l'Ajuntament de València) sol·licita el sobreseïment lliure de la causa contra ell.[17]

- 25 de juny de 2014: El jutge instructor, el magistrat Castro, conclou la fase d'instrucció i dicta aute de processament contra 4 antics alts càrrecs de la Generalitat Valenciana, acusats dels presumptes delictes de prevaricació, malversació de cabals públics, frau a l'Administració, tràfic d'influències i falsedat. Els processats són: Luis Lobón (exsecretari de Turisme), els exdirectors generals de CACSA José Manuel Aguilar i Jorge Vela, i Elisa Maldonado (exdirectora de gestió de CACSA). El jutge declara el sobreseïment sobre Alfonso Grau Alonso.[18]

- 1 de juliol de 2014: El PSPV recorre el sobreseïment lliure d'Alfonso Grau Alonso (president del patronat de la fundació Turismo Convention Bureau en el moment dels fets i actual vicealcalde de l'Ajuntament de València).[19]
- 17 febrer 2017: Es va fer pública la sentència del cas, en la qual es condemnava Iñaki Urdangarín a sis anys i tres mesos de presó i Cristina de Borbó a pagar una multa de 265.000 euros.[20] L'expresident de les Illes Balears, Jaume Matas, fou condemnat a tres anys i nou mesos de presó.
- El 18 de juny de 2018 Urdangarin i Torres van ingressar a les presons d'Àvila i Brians 2 respectivament, després que el Tribunal Suprem en confirmés sengles condemnes.[2]
- El 23 de juny de 2021 Iñaki Urdangarin va sortir en llibertat condicional, després de complir 3 anys de la seva condemna de 5 anys i 10 mesos.[21]